# Konferenz der unabhängigen Datenschutzbehörden des Bundes und der Länder

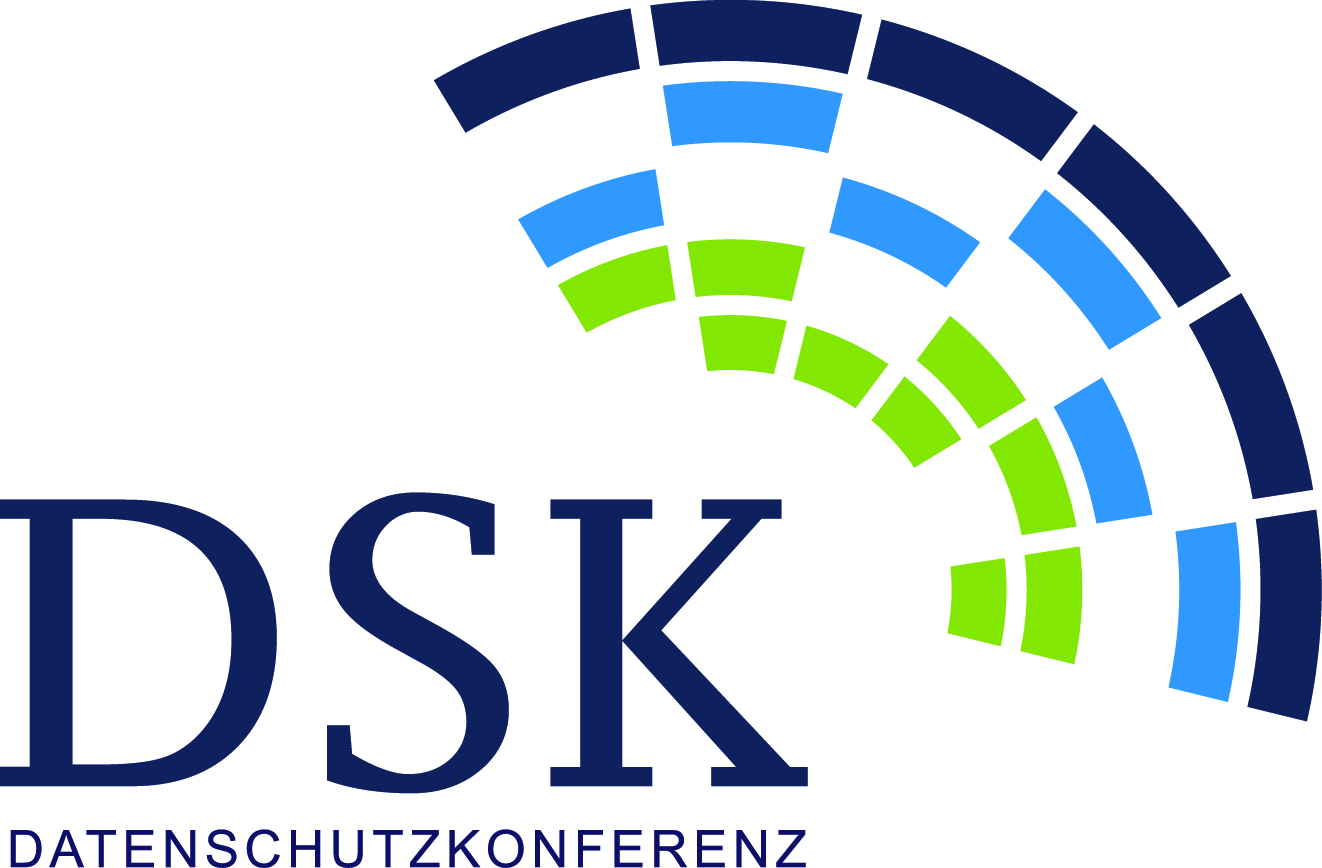
Logo DSK

Die Konferenz der unabhängigen Datenschutzbehörden des Bundes und der Länder (kurz: Datenschutzkonferenz, DSK) ist ein Gremium, das sich mit aktuellen Fragen des Datenschutzes in Deutschland befasst und zu ihnen Stellung nimmt. Die Konferenz besteht aus dem Bundesdatenschutzbeauftragten, den Landesdatenschutzbeauftragten der 16 Bundesländer und dem Präsidenten des 
Bayerischen Landesamtes für Datenschutzaufsicht.

## Allgemein
Die erste Konferenz fand am 7. Dezember 1978 unter hessischem Vorsitz statt. Ursprünglich war sie nur ein regelmäßig stattfindendes Treffen der staatlichen Datenschutzbeauftragten. Im Laufe der Jahre gewannen diese Treffen jedoch einen quasi-institutionellen Charakter, sodass man heute die Konferenz nicht mehr nur als Ereignis, sondern als eigenständige Institution anzusehen hat. Ihre Zusammensetzung, Aufgaben, Handlungsformen und ihre Arbeitsweise sind in einer Geschäftsordnung festgelegt. Die Konferenz tagt demnach regulär zweimal im Jahr. Seit einigen Jahren finden darüber hinaus bis zu vier Sonder- oder Zwischenkonferenzen statt.
Die Kooperation und Koordination der Datenschutzbeauftragten bildet ein nicht zu unterschätzendes Gegengewicht zu denen der Minister (etwa der Innenministerkonferenz). Wie diese ist auch die Datenschutzkonferenz in verschiedene Arbeitskreise untergliedert. So bereitete etwa der Arbeitskreis „Technische und organisatorische Datenschutzfragen“ (AK Technik) im Rahmen der Frage um die Einführung biometrischer Merkmale in Passdokumente Arbeitsmaterial für die Konferenz vor, indem er Anfang 2002 zunächst beim Fraunhofer-Institut für Graphische Datenverarbeitung (IGD) in Darmstadt tagte und dort die wissenschaftlichen Grundlagen erörterte; gegen Ende des Jahres tagte er dann bei der Bundesdruckerei in Berlin und diskutierte verschiedene Identifikationssysteme. Der Düsseldorfer Kreis, einst gemeinsames Gremium der obersten Aufsichtsbehörden, die in Deutschland die Einhaltung des Datenschutzes im nicht-öffentlichen Bereich überwachen, wurde aufgrund eines Beschlusses der 95. Datenschutzkonferenz im Jahre 2018 in einen Arbeitskreis der Konferenz mit dem Namen AK Wirtschaft (Düsseldorfer Kreis) umgewandelt, dessen Unterarbeitsgruppen zu eigenständigen Arbeitskreisen aufgewertet.
Die Konferenz fasst ihre Arbeitsergebnisse vor allem in Beschlüssen und Entschließungen zusammen. Die Entschließungen bedürfen einer 2/3-Mehrheit, alle anderen Entscheidungen trifft die Konferenz mit einfacher Mehrheit. Die gemeinsamen Positionen der Konferenz sind rechtlich nicht bindend. Sie haben jedoch auf Grund der fachlichen Kompetenz und der Autorität der Konferenzteilnehmer faktische Auswirkungen auf die Entwicklung des Datenschutzes.
Der Vorsitz wechselt – in der Regel in alphabetischer Reihenfolge der Länder und des Bundes – jährlich. Vorsitzende der Datenschutzkonferenz im Jahr 2024 war zunächst die Landesbeauftragte für Datenschutz und Informationsfreiheit Bremen, Imke Sommer. Nachdem diese durch Entlassung auf eigenen Antrag ihr Amt als Landesbeauftragte für Datenschutz und Informationsfreiheit niederlegte, übernahm die Landesbeauftragte für Datenschutz Schleswig-Holstein Marit Hansen den Vorsitz kommissarisch. Ab dem 16. Mai 2024, also nach der 107. Datenschutzkonferenz, soll der Hessische Beauftragte für Datenschutz und Informationsfreiheit, Alexander Roßnagel, den Konferenzvorsitz übernehmen.

## Ständige Arbeitskreise der Konferenz
- Auskunfteien und Inkasso (Vorsitz Hessischer BfDI und LDA Bayern)
- Beschäftigtendatenschutz (Vorsitz LfD Niedersachsen)
- Datenschutz-/Medienkompetenz (Vorsitz Thüringer LfDI)
- Europa (Vorsitz BfDI)
- Gesundheit und Soziales (Vorsitz Berliner BfDI und Sächsischer Datenschutzbeauftragter)
- Grundsatzfragen (Vorsitz BfDI)
- Internationaler Datenverkehr (Vorsitz Berliner BfDI)
- Justiz (Vorsitz LfD Bayern)
- Kreditwirtschaft (Vorsitz LDI Nordrhein-Westfalen)
- Medien (Vorsitz LDA Bayern und Berliner BfDI)
- MS Office 365 (Vorsitz Landesbeauftragte für Datenschutz und Akteneinsicht Brandenburg)
- Organisation und Struktur (Vorsitz Hessischer BfDI)
- Sanktionen (Vorsitz Berliner BfDI)
- Schulen und Bildungseinrichtungen (Vorsitz Thüringer LfDI)
- Sicherheit (Vorsitz ULD Schleswig-Holstein)
- Statistik (Vorsitz LDI Nordrhein-Westfalen)
- Steuerverwaltung (Vorsitz LfD Hessen)
- Task Force Facebook Fanpages (Vorsitz ULD Schleswig-Holstein)
- Tätigkeitsberichte unter der DS-GVO (Vorsitz Hamburger BDI)
- Technik (Vorsitz LfDI Mecklenburg-Vorpommern)
- Umgang mit Beschwerden nach Art. 77 DS-GVO (Vorsitz Hamburger BDI)
- Verkehr (Vorsitz BfDI)
- Versicherungswirtschaft (Vorsitz LfD Niedersachsen)
- Verwaltung (Vorsitz Landesbeauftragte für Datenschutz und Akteneinsicht Brandenburg und LfDI Baden-Württemberg)
- Videoüberwachung (Vorsitz LfD Baden-Württemberg)
- Werbung und Adresshandel (Vorsitz LDA Bayern)
- Wirtschaft (Düsseldorfer Kreis) (Vorsitz LDI Nordrhein-Westfalen)
- Wissenschaft und Forschung (Vorsitz LfD Hessen)
- Workshop der Aufsichtsbehörden (Vorsitz jährlich wechselnd)
- Zertifizierung (Vorsitz ULD Schleswig-Holstein)

## Konferenztermine und Tagungsorte
Seit ihrer ersten Zusammenkunft im Jahr 1978 ist die Konferenz über 100 mal zu ihren regulären Sitzungen zusammengetreten. Der Vorsitz wechselt jährlich.
| Nr.  | Datum                         | Tagungsort           | Vorsitz                                     |
| 41.  | 7./8. März 1991               | Bonn                 | BfD Alfred Einwag                           |
| 42.  | 26./27. September 1991        | Weimar               | BfD Alfred Einwag                           |
| 43.  | 23./24. März 1992             | Stuttgart            | LfD Baden-Württemberg Ruth Leuze            |
| 44.  | 1./2. Oktober 1992            | Stuttgart            | LfD Baden-Württemberg Ruth Leuze            |
| 45.  | 16./17. Februar 1993          | Berlin               | LfD Berlin Hansjürgen Garstka               |
| 46.  | 26./27. Oktober 1993          | Berlin               | LfD Berlin Hansjürgen Garstka               |
| 47.  | 9./10. März 1994              | Potsdam              | LfD Brandenburg Dietmar Bleyl               |
| 48.  | 25. August 1994               | Potsdam              | LfD Brandenburg Dietmar Bleyl               |
| 49.  | 9./10. März 1995              | Bremerhaven          | LfD Bremen Stefan Walz                      |
| 50.  | 9./10. November 1995          | Bremerhaven          | LfD Bremen Stefan Walz                      |
| 51.  | 14./15. März 1996             | Hamburg              | LfD Hamburg Hans-Hermann Schrader           |
| 52.  | 9./10. November 1996          | Hamburg              | LfD Hamburg Hans-Hermann Schrader           |
| 53.  | 17./18. April 1997            | München              | LfD Bayern Reinhard Vetter                  |
| 54.  | 23./24. Oktober 1997          | Bamberg              | LfD Bayern Reinhard Vetter                  |
| 55.  | 19./20. März 1998             | Wiesbaden            | LfD Hessen Rainer Hamm                      |
| 56.  | 5./6. Oktober 1998            | Wiesbaden            | LfD Hessen Rainer Hamm                      |
| 57.  | 25./26. März 1999             | Schwerin             | LfD Mecklenburg-Vorpommern Werner Kessel    |
| 58.  | 7./8. Oktober 1999            | Rostock              | LfD Mecklenburg-Vorpommern Werner Kessel    |
| 59.  | 14./15. März 2000             | Hannover             | LfD Niedersachsen Burckhard Nedden          |
| 60.  | 12./13. Oktober 2000          | Braunschweig         | LfD Niedersachsen Burckhard Nedden          |
| 61.  | 8./9. März 2001               | Düsseldorf           | LDI Nordrhein-Westfalen Bettina Sokol       |
| 62.  | 24.–26. Oktober 2001          | Münster              | LDI Nordrhein-Westfalen Bettina Sokol       |
| 63.  | 7./8. März 2002               | Mainz                | LfD Rheinland-Pfalz Walter Rudolf           |
| 64.  | 24./25. Oktober 2002          | Trier                | LfD Rheinland-Pfalz Walter Rudolf           |
| 65.  | 27./28. März 2003             | Dresden              | LfD Sachsen Thomas Giesen                   |
| 66.  | 25./26. September 2003        | Leipzig              | LfD Sachsen Thomas Giesen                   |
| 67.  | 25./26. März 2004             | Saarbrücken          | LfD Saarland Roland Lorenz                  |
| 68.  | 28./29. Oktober 2004          | Saarbrücken          | LfD Saarland Roland Lorenz                  |
| 69.  | 10./11. März 2005             | Kiel                 | ULD Schleswig-Holstein Thilo Weichert       |
| 70.  | 27./28. Oktober 2005          | Lübeck               | ULD Schleswig-Holstein Thilo Weichert       |
| 71.  | 16./17. März 2006             | Magdeburg            | LfD Sachsen-Anhalt Harald von Bose          |
| 72.  | 26./27. Oktober 2006          | Naumburg             | LfD Sachsen-Anhalt Harald von Bose          |
| 73.  | 8./9. März 2007               | Erfurt               | LfD Thüringen Harald Stauch                 |
| 74.  | 25./26. Oktober 2007          | Saalfeld/Saale       | LfD Thüringen Harald Stauch                 |
| 75.  | 3./4. April 2008              | Berlin               | BfDI Peter Schaar                           |
| 76.  | 6./7. November 2008           | Bonn                 | BfDI Peter Schaar                           |
| 77.  | 26./27. März 2009             | Berlin               | LfD Berlin Alexander Dix                    |
| 78.  | 8./9. Oktober 2009            | Berlin               | LfD Berlin Alexander Dix                    |
| 79.  | 17./18. März 2010             | Stuttgart            | LfD Baden-Württemberg Jörg Klingbeil        |
| 80.  | 3./4. November 2010           | Freiburg im Breisgau | LfD Baden-Württemberg Jörg Klingbeil        |
| 81.  | 16./17. März 2011             | Würzburg             | LfD Bayern Thomas Petri                     |
| 82.  | 28./29. September 2011        | München              | LfD Bayern Thomas Petri                     |
| 83.  | 21./22. März 2012             | Potsdam              | LfD Brandenburg Dagmar Hartge               |
| 84.  | 7./8. November 2012           | Frankfurt (Oder)     | LfD Brandenburg Dagmar Hartge               |
| 85.  | 13./14. März 2013             | Bremerhaven          | LfD Bremen Imke Sommer                      |
| 86.  | 1./2. Oktober 2013            | Bremen               | LfD Bremen Imke Sommer                      |
| 87.  | 27./28. März 2014             | Hamburg              | LfD Hamburg Johannes Caspar                 |
| 88.  | 8./9. Oktober 2014            | Hamburg              | LfD Hamburg Johannes Caspar                 |
| 89.  | 18./19. März 2015             | Wiesbaden            | LfD Hessen Michael Ronellenfitsch           |
| 90.  | 30. September/1. Oktober 2015 | Darmstadt            | LfD Hessen Michael Ronellenfitsch           |
| 91.  | 6./7. April 2016              | Schwerin             | LfD Mecklenburg-Vorpommern Reinhard Dankert |
| 92.  | 9./10. November 2016          | Kühlungsborn         | LfD Mecklenburg-Vorpommern Reinhard Dankert |
| 93.  | 29./30. März 2017             | Göttingen            | LfD Niedersachsen Barbara Thiel             |
| 94.  | 8./9. November 2017           | Oldenburg            | LfD Niedersachsen Barbara Thiel             |
| 95.  | 25./26. April 2018            | Düsseldorf           | LDI Nordrhein-Westfalen Helga Block         |
| 96.  | 6.–8. November 2018           | Münster              | LDI Nordrhein-Westfalen Helga Block         |
| 97.  | 3./4. April 2019              | Neustadt/Hambach     | LfDI Rheinland-Pfalz Dieter Kugelmann       |
| 98.  | 6./7. November 2019           | Trier                | LfDI Rheinland-Pfalz Dieter Kugelmann       |
| 99.  | 12. Mai 2020                  | Videokonferenz       | LfD Sachsen Andreas Schurig                 |
| 100. | 25./26. November 2020         | Videokonferenz       | LfD Sachsen Andreas Schurig                 |
| 101. | 28./29. April 2021            | Videokonferenz       | LfDI Saarland Monika Grethel                |
| 102. | 24./25. November 2021         | Videokonferenz       | LfDI Saarland Monika Grethel                |
| 103. | 23./24. März 2022             | Bonn                 | BfDI Ulrich Kelber                          |
| 104. | 23./24. November 2022         | Bonn                 | BfDI Ulrich Kelber                          |
| 105. | 10./11. Mai 2023              | Rendsburg            | ULD Schleswig-Holstein Marit Hansen         |
| 106. | 22./23. November 2023         | Lübeck               | ULD Schleswig-Holstein Marit Hansen         |
| 107. | 14./15. Mai 2024              | Bremerhaven          | ULD Schleswig-Holstein Marit Hansen         |
| 108. | 14./15. November 2024         | Wiesbaden            | LfD Hessen Alexander Roßnagel               |
| 109. | 26./27. März 2025             | Berlin               | LfD Berlin Meike Kamp                       |